# Andreas von Bernstorff (Politiker)
Andreas Graf von Bernstorff (* 14. Juli 1945 in Müssen/Holstein) ist ein deutscher Politiker der Grünen und Umweltaktivist.

## Ausbildung und Beruf
Andreas von Bernstorff besuchte die Schule Schloss Salem, wo er 1966 Abitur machte. Von 1968 bis 1973 studierte er an der Universität Heidelberg Slawistik, Osteuropäische Geschichte, Soziologie und Politische Wissenschaft. Nach einer Ausbildung zum Reallehrer an der PH Heidelberg war er bis 1980 Lehrer. Von 1980 bis 1984 war er als Journalist tätig. Gegenwärtig unterrichtet er an der EC-Europacampus Hochschule (Mannheim, Karlsruhe, Frankfurt am Main) das Modul Kampagne.

## Politik
Ab 1979 war von Bernstorff in der Umweltbewegung und der neugegründeten Partei Die Grünen aktiv. Von 1980 bis 1984 leitete er zunächst das Wahlkreisbüro eines Landtagsabgeordneten, bevor er zur Wahl 1984 selbst in den Landtag von Baden-Württemberg gewählt wurde. Von Bernstorff vertrat über ein Zweitmandat den Wahlkreis Heidelberg. Bereits am 29. Mai 1986 legte er das Landtagsmandat gemäß einem Rotationsbeschluss seines Kreisverbandes Heidelberg nieder, sein Nachfolger wurde Georg Habs-Hoffschrör. Von Bernstorff setzte seine Tätigkeit bei den Grünen als Parlamentarischer Berater im Landtag und Wahlkampforganisator fort.

## Campaigning
Von 1989 bis 2005 war Andreas von Bernstorff Kampagnenleiter bei der Umweltschutzorganisation Greenpeace. Wesentlicher Schwerpunkt seiner Arbeit war stets der Themenbereich Giftmüll und Giftmüllexporte. Ein weiteres wichtiges Thema der von ihm geleiteten Kampagnen waren umweltspezifische Aspekte der Entwicklungspolitik. Er war antragsberechtigter Delegierter von Greenpeace beim Umweltprogramm der Vereinten Nationen UNEP.
Seit 2006 ist von Bernstorff, bei unveränderten Tätigkeitsschwerpunkten, als freier Berater und Dozent tätig. Er hat auf Grundlage seiner Tätigkeit bei Greenpeace einen Referenzrahmen für strategische Kampagnenarbeit entwickelt, der stark an Grundlagen der Systemtheorie und an klassisch-chinesisches Strategiedenken anschließt.